# Saint-Rémy-Boscrocourt
Saint-Rémy-Boscrocourt è un comune francese di 785 abitanti situato nel dipartimento della Senna Marittima nella regione della Normandia.

## Società

### Evoluzione demografica
Abitanti censiti